# یواس‌اس الیوت (دی‌دی-۱۴۶)
یواس‌اس الیوت (دی‌دی-۱۴۶) (به انگلیسی: USS Elliot (DD-146)) یک کشتی بود که طول آن ۹۵٫۸۳ متر (۳۱۴٫۴ فوت) بود. این کشتی در سال ۱۹۱۸ ساخته شد.